# Gura Șuții
Gura Șuții est une commune du județ de Dâmbovița en Roumanie.